# Batăr
Batăr (in ungherese Feketebátor) è un comune della Romania di 5 173 abitanti, ubicato nel distretto di Bihor, nella regione storica della Transilvania
Il comune è formato dall'unione di 4 villaggi: Arpășel, Batăr, Talpoș, Tăut.

## Geografia fisica
Il comune si estende lungo la riva sinistra del fiume Criṣul Negru che segna il confine tra Romania e Ungheria

## Economia
Prevalentemente agricola. Coltivazioni intensive di cereali occupano la maggior parte della popolazione. Da rilevare la presenza di operai che lavorano nelle industrie tessili e panificatrici nella vicina Salonta

## Monumenti e luoghi d'interesse
- Castello Iacob
- Castello Arpad
- Chiesa del villaggio di Batăr
- Chiesa ortodossa nel villaggio di Tăut